# 龍門二十品
龍門二十品（りゅうもんにじっぽん）は、龍門洞窟内に刻まれた造像記のうち、特に優れた20点を集めたもの。北魏の太和19年（495年）から神亀3年（520年）に彫られたもので、いわゆる六朝時代の「六朝楷書」を代表する書蹟として知られる。

## 概要
南北朝時代を含む魏晋南北朝時代は、中国に仏教が広く伝播した時代であった。特に西晋は仏教を積極的に取り入れ、五胡十六国時代の王朝もそれを受け継ぐ形となった。異民族王朝であった十六国は遊牧民族の自民族を定住民族としてまとめるため、また漢民族の制度を取り入れ彼らと同等の政治体制・文化体制を布くため（漢化政策）に、漢民族の信仰している仏教を国教として採用した。さらに漢字や書道などの漢民族独特の文化をも取り入れていったのである。
それは五胡十六国を制覇した北魏でも同じことであった。特に孝文帝は漢化政策を急速に推し進め、太和17年（493年）に漢民族王朝の伝統的首都である洛陽へ遷都するとともに、さらに仏教に深く帰依した。これに伴い国内の仏教信仰が極めて盛んになり、多数の寺院や仏像が造営されることになる。
この動きに連動して生まれたのが、五胡十六国の一つである前秦から造営が始まった莫高窟などに見るような、崖地に石窟をうがって磨崖仏を彫り、石窟寺院を造営することであった。この場所として選ばれたのが洛陽の南にある龍門の崖地で、ここにさまざまな人々がのみを入れ龍門石窟を造り上げることになった。
この際、磨崖仏には彫った動機や故人の冥福を祈る供養文、願い事を記した願文、そして年月や刻者の名前が文章として刻まれることがあった。これが「造像記」で、龍門の場合その数は数百点にのぼると見られている。龍門二十品は、清代にその中で特に書として価値の高いもの10点をまず選んで「龍門十品」と称していたのを、さらに10点追加して20点としたものである。

## 内訳

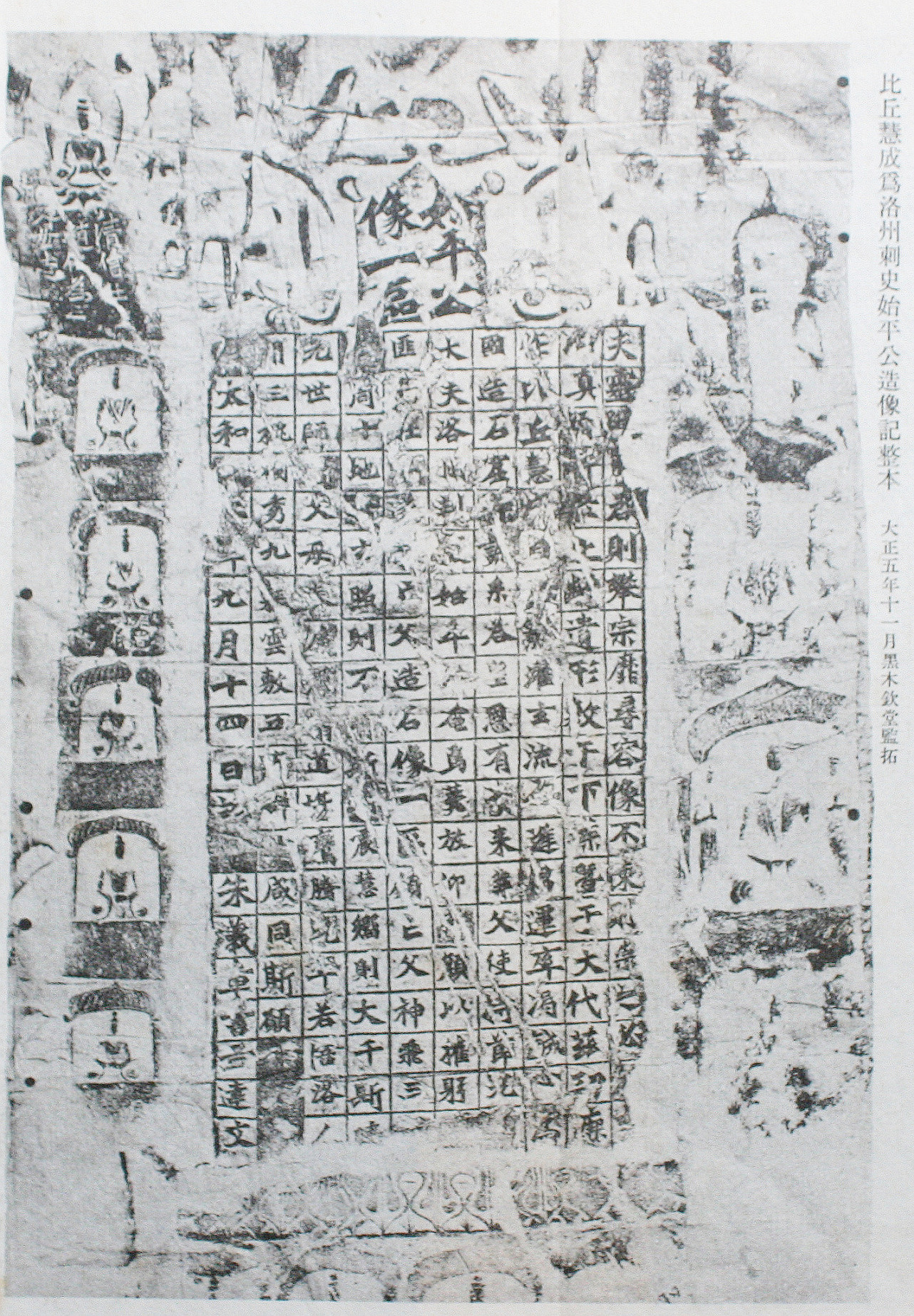
始平公造像記

龍門二十品に選ばれているのは次のものである。配列は単純に時代順とすることもあるが、「上巌十種」「下巌十種」に二分することもある。また造像記には元々題名がついておらず、後世の学者が造像者の名前などからつけたものが通用しており、これも文献により一定せず異同がある。ここでは配列・名称とも藤原楚水著『図解書道史』のものを採用する（かっこ内は刻年）。なお「造像記」は「造象記」とも書かれるが、ここでは「造像記」とする。
なお、太字は当初の「龍門十品」時代から選ばれていた造像記である。
1. 長楽王丘穆陵亮夫人尉遅造像記〔太和19年（495年）〕
2. 北海王元詳造像記〔太和22年（498年）〕
3. 鄭長猷造像記〔景明2年（501年）〕
4. 高樹造像記〔景明3年（502年）〕
5. 広川王賀蘭汗造像記〔景明3年（502年）〕
6. 広川王祖母太妃侯造像記〔景明4年（503年）〕
7. 安定王元燮造像記〔正始4年（507年）〕
8. 比丘尼慈香慧政造像記〔神亀3年（520年）〕
9. 北海王国太妃高造像記〔不詳〕
10. 比丘道匠造像記〔不詳〕
11. 孫秋生等造像記〔景明3年（502年）〕
12. 一弗造像記〔太和20年（496年）〕
13. 司馬解伯達造像記〔太和年間（477年 - 499年）〕
14. 洛州刺史始平公造像記〔太和22年（498年）〕
15. 楊大眼造像記〔不詳〕
16. 魏霊蔵薛法紹造像記〔不詳〕
17. 比丘恵感造像記〔景明3年（502年）〕
18. 比丘法生造像記〔景明4年（503年）〕
19. 斉郡王元祐造像記〔熙平2年（517年）〕
20. 馬振拝造像記〔景明4年（503年）〕

なお「馬振拝造像記」は当初はなく、元は刻年不詳の「優填王造像記」が入っていた。しかし後にこの造像記が唐代の刻であることが判明したため外され、現在では「馬振拝造像記」が代わりに入れられている。
1.「長楽王丘穆陵亮夫人尉遅造像記」は一般的には造像記中で弔われている息子の名前の牛橛（ぎゅうけつ、「けつ」は木偏に「厥」）から「牛橛造像記」と呼ばれ、14.「洛州刺史始平公造像記」も単に「始平公造像記」と呼ぶことが多い。
また11.「孫秋生等造像記」、14.「洛州刺史始平公造像記」、15.「楊大眼造像記」、16.「魏霊蔵薛法紹造像記」の4点を「龍門四品」と称することもある。

## 書風
いわゆる「六朝楷書」と呼ばれる、角ばった筆づかい（方筆）の剛毅かつ雄渾な楷書による。ただしそれぞれに特有の個性があり、その書風は千変万化である。
なお「洛州刺史始平公造像記」はこのような磨崖には珍しく浮き彫りになっており、その切りつけるような荒々しい書風とともに極めて個性的な雰囲気を漂わせている。

## 研究と評価
これらの造像記は異民族の産物ということもあり、長いこと顧みられることがなかった。しかし清代の考証学発展により「六朝楷書」の研究が進み、さまざまな書蹟が発見されると俄然脚光を浴びるようになり、そのレベルの高さに多くの研究者が驚嘆した。
日本にはやはり明治13年（1880年）に楊守敬によって高貞碑など他の六朝楷書の碑とともにもたらされ、書道界に大きな影響を与えることになった。
現在では墓碑銘・墓誌銘と並んで「六朝楷書」の代表格とされており、学書者に愛用される書蹟となっている。